# Kefar Chabad
Kefar Chabad (hebr. כפר חב"ד) – wieś położona w samorządzie regionu Emek Lod, w Dystrykcie Centralnym, w Izraelu.

## Położenie
Jest to wioska chasydzkiej grupy Chabad-Lubawicz, położona na południowy zachód od międzynarodowego portu lotniczego im. Ben-Guriona. W wiosce znajduje się siedziba władz administracyjnych Samorządu Regionu Emek Lod.

## Historia
Pierwotnie była tutaj arabska wioska As-Safirijja, której mieszkańcy uciekli podczas Wojny o Niepodległość w 1948.
Współczesną osadę założył w 1949 roku rabin Joseph Isaac Schneersohn. Pierwszymi mieszkańcami byli w większości żydowscy imigranci z ZSRR, uciekający przed terrorem stalinowskim.

## Edukacja i nauka
W Kefar Chabad znajduje się główny ośrodek edukacyjny w Izraelu chasydzkiej grupy Chabad-Lubawicz. Celem jej założenia była idea przeciwdziałania tendencjom asymilacji i zeświecczenia społeczeństwa izraelskiego. Uczelnia jest znana jako ważny ośrodek edukacji zawodowej i technicznej. Składa się ona z kilku domów akademickich, w których oddzielnie uczą się chłopcy i dziewczęta. W szkole obowiązuje rygorystyczna dyscyplina, połączona z profesjonalną nauką zawodową i intensywną nauką religijną. Nauka chłopców koncentruje się na mechanice, stolarstwie i rolnictwie, natomiast dziewczynek w kierunku edukacji (Beit Rifka Religious College for Women).

## Transport

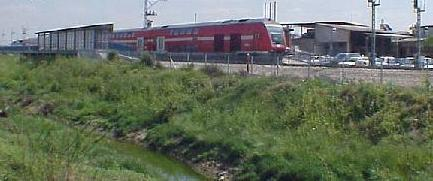
Stacja kolejowa w Kefar Chabad

W północno-wschodniej części wioski znajduje się stacja kolejowa Kefar Chabad. Pociągi z Kefar Chabad jadą do Binjamina-Giwat Ada, Netanji, Tel Awiwu, Lod, Rechowot i Aszkelonu.
W bezpośrednim sąsiedztwie wioski (na północ) przebiega autostrada nr 1, nie ma jednak bezpośredniego wjazdu na nią. Przez centrum Kefar Chabadu przebiega droga nr 4402, którą jadąc na północ dojeżdża się do moszawu Cafrijja, a na południe do drogi ekspresowej nr 44.